# Ronda Élite de la Eurocopa Sub-19 2006
La Ronda Élite al Campeonato Europeo de la UEFA Sub-19 2006 contó con la participación de 28 selecciones juveniles de Europa, 25 de ellas provenientes de la primera ronda más España, Inglaterra y República Checa, las cuales accedieron a esta ronda directamente.
Los equipos fueron divididos en 7 grupos de cuatro equipos, en donde solo el vencedor de cada grupo avanzó a la fase final del torneo a disputarse en Polonia junto al país anfitrión.

## Grupo 1
| País      | J | G | E | P | GF | GC | GD | Pts |
| --------- | - | - | - | - | -- | -- | -- | --- |
| Austria   | 3 | 3 | 0 | 0 | 4  | 1  | 3  | 9   |
| Hungría   | 3 | 1 | 1 | 1 | 4  | 3  | 1  | 4   |
| Rusia     | 3 | 1 | 1 | 1 | 2  | 2  | 0  | 4   |
| Eslovenia | 3 | 0 | 0 | 3 | 2  | 6  | -4 | 0   |

| 27 de mayo | Rusia     | 1 - 1 | Hungría   | Althofen, Austria             |
|            | Eslovenia | 1 - 2 | Austria   | St. Veit an der Glan, Austria |
| 29 de mayo | Rusia     | 0 - 1 | Austria   | St. Veit an der Glan, Austria |
|            | Hungría   | 3 - 1 | Eslovenia | Althofen, Austria             |
| 31 de mayo | Eslovenia | 0 - 1 | Rusia     | Althofen, Austria             |
|            | Austria   | 1 - 0 | Hungría   | St. Veit an der Glan, Austria |

## Grupo 2
| País       | J | G | E | P | GF | GC | GD | Pts |
| ---------- | - | - | - | - | -- | -- | -- | --- |
| Turquía    | 3 | 3 | 0 | 0 | 11 | 2  | 9  | 9   |
| Eslovaquia | 3 | 2 | 0 | 1 | 8  | 5  | 3  | 6   |
| Georgia    | 3 | 1 | 0 | 2 | 4  | 12 | -8 | 3   |
| Irlanda    | 3 | 0 | 0 | 3 | 5  | 9  | -4 | 0   |

| 19 de mayo | Irlanda    | 2 - 3 | Eslovaquia | Nitra, Eslovaquia             |
|            | Georgia    | 0 - 6 | Turquía    | Dubnica nad Váhom, Eslovaquia |
| 21 de mayo | Irlanda    | 1 - 3 | Turquía    | Senec, Eslovaquia             |
|            | Eslovaquia | 4 - 1 | Georgia    | Partizánske, Eslovaquia       |
| 23 de mayo | Georgia    | 3 - 2 | Irlanda    | Senec, Eslovaquia             |
|            | Turquía    | 2 - 1 | Eslovaquia | Trnava, Eslovaquia            |

## Grupo 3
| País        | J | G | E | P | GF | GC | GD | Pts |
| ----------- | - | - | - | - | -- | -- | -- | --- |
| Escocia     | 3 | 2 | 1 | 0 | 5  | 3  | 2  | 7   |
| Francia     | 3 | 1 | 2 | 0 | 5  | 1  | 4  | 5   |
| Bielorrusia | 3 | 1 | 1 | 1 | 3  | 2  | 1  | 4   |
| Bulgaria    | 3 | 0 | 0 | 3 | 1  | 8  | -7 | 0   |

| 16 de mayo | Francia     | 4 - 0 | Bulgaria    | Minsk, Bielorrusia |
|            | Escocia     | 2 - 1 | Bielorrusia | Minsk, Bielorrusia |
| 18 de mayo | Bielorrusia | 0 - 0 | Francia     | Minsk, Bielorrusia |
|            | Bulgaria    | 1 - 2 | Escocia     | Minsk, Bielorrusia |
| 20 de mayo | Escocia     | 1 - 1 | Francia     | Minsk, Bielorrusia |
|            | Bielorrusia | 2 - 0 | Bulgaria    | Minsk, Bielorrusia |

## Grupo 4
| País            | J | G | E | P | GF | GC | GD | Pts |
| --------------- | - | - | - | - | -- | -- | -- | --- |
| República Checa | 3 | 2 | 0 | 1 | 5  | 1  | 4  | 6   |
| Suiza           | 3 | 2 | 0 | 1 | 4  | 2  | 2  | 6   |
| Ucrania         | 3 | 2 | 0 | 1 | 5  | 4  | 1  | 6   |
| Dinamarca       | 3 | 0 | 0 | 3 | 0  | 7  | -7 | 0   |

| 24 de mayo | República Checa | 2 - 0 | Dinamarca       | Donetsk, Ucrania |
|            | Suiza           | 1 - 2 | Ucrania         | Donetsk, Ucrania |
| 26 de mayo | República Checa | 3 - 0 | Ucrania         | Donetsk, Ucrania |
|            | Dinamarca       | 0 - 2 | Suiza           | Donetsk, Ucrania |
| 28 de mayo | Suiza           | 1 - 0 | República Checa | Donetsk, Ucrania |
|            | Ucrania         | 3 - 0 | Dinamarca       | Donetsk, Ukraine |

## Grupo 5
| País                | J | G | E | P | GF | GC | GD | Pts |
| ------------------- | - | - | - | - | -- | -- | -- | --- |
| Portugal            | 3 | 2 | 0 | 1 | 5  | 3  | 2  | 6   |
| Croacia             | 3 | 1 | 1 | 1 | 5  | 4  | 1  | 4   |
| Israel              | 3 | 1 | 1 | 1 | 1  | 2  | -1 | 4   |
| Macedonia del Norte | 3 | 0 | 2 | 1 | 3  | 5  | -2 | 2   |

| 16 de mayo | Israel    | 1 - 0 | Portugal            | Velika Gorica, Croacia |
|            | Croacia   | 2 - 2 | Macedonia del Norte | Samobor, Croacia       |
| 18 de mayo | Macedonia | 0 - 0 | Israel              | Zaprešić, Croacia      |
|            | Portugal  | 2 - 1 | Croacia             | Velika Gorica, Croacia |
| 20 de mayo | Croacia   | 2 - 0 | Israel              | Zaprešić, Croacia      |
|            | Macedonia | 1 - 3 | Portugal            | Samobor, Croacia       |

## Grupo 6
| País                | J | G | E | P | GF | GC | GD | Pts |
| ------------------- | - | - | - | - | -- | -- | -- | --- |
| Bélgica             | 3 | 2 | 1 | 0 | 6  | 4  | 2  | 7   |
| Serbia y Montenegro | 3 | 1 | 1 | 1 | 3  | 5  | -2 | 4   |
| Irlanda del Norte   | 3 | 1 | 0 | 2 | 7  | 6  | 1  | 3   |
| Inglaterra          | 3 | 1 | 0 | 2 | 3  | 4  | -1 | 3   |

| 18 de mayo | Inglaterra          | 1 - 2 | Bélgica             | Tournai, Bélgica |
|            | Serbia y Montenegro | 1 - 4 | Irlanda del Norte   | Ronse, Bélgica   |
| 20 de mayo | Inglaterra          | 2 - 1 | Irlanda del Norte   | Tubize, Bélgica  |
|            | Bélgica             | 1 - 1 | Serbia y Montenegro | Ronse, Bélgica   |
| 22 de mayo | Serbia y Montenegro | 1 - 0 | Inglaterra          | Tournai, Bélgica |
|            | Irlanda del Norte   | 2 - 3 | Bélgica             | Tubize, Bélgica  |

## Grupo 7
| País     | J | G | E | P | GF | GC | GD  | Pts |
| -------- | - | - | - | - | -- | -- | --- | --- |
| España   | 3 | 3 | 0 | 0 | 15 | 2  | 13  | 9   |
| Alemania | 3 | 2 | 0 | 1 | 9  | 4  | 5   | 6   |
| Suecia   | 3 | 1 | 0 | 2 | 4  | 7  | -3  | 3   |
| Chipre   | 3 | 0 | 0 | 3 | 2  | 17 | -15 | 0   |

| 26 de mayo | España   | 4 - 0 | Suecia   | Callosa de Segura, España |
|            | Alemania | 6 - 0 | Chipre   | Torrevieja, España        |
| 28 de mayo | España   | 8 - 1 | Chipre   | Torrevieja, España        |
|            | Suecia   | 1 - 2 | Alemania | Callosa de Segura, España |
| 30 de mayo | Alemania | 1 - 3 | España   | Torrevieja, España        |
|            | Chipre   | 1 - 3 | Suecia   | Callosa de Segura, España |

| Predecesor: 2005 | Ronda Élite Sub-19 2006 | Sucesor: 2007 |

- Datos: Q4607073